# Niekerkshoop
Niekerkshoop is een dorp in de gemeente Siyathemba in de Zuid-Afrikaanse provincie Noord-Kaap. Het is gelegen circaa 75 km ten zuidwesten van Griekwastad en 40 km ten noorden van Prieska in de zuidelijke voorheuvels van de Asbestbergen.

## Geschiedenis
Niekerkshoop is gesticht in 1902 op de grond van de boerderij "Modderfontein". Het plaatsje is genoemd naar de gebroeders Van Niekerk uit Prieska die de eigenaars waren van de boerderij.

## Omgeving
Er zijn verschillende asbestmijnen in de omgeving. Zowat 25 km zuidoostelijk, bij de Vaalrivier zijn nog erg veel overblijfsels van de winning van spoeldiamanten toen die indertijd daar ontdekt werden.